# Johann George Metz
Johann George Metz (* 14. Oktober 1801 in Zennern (Schwalm-Eder-Kreis); † 3. April 1853 ebenda) war ein deutscher Kommunalpolitiker und Abgeordneter der kurhessischen Ständeversammlung.

## Leben
Johann George Metz wurde als Sohn des Landwirts Christoph Metz und dessen Gemahlin Anna Elisabeth Lange geboren. In seinem Heimatort war er in den Jahren 1838 bis 1841 Bürgermeister und hatte in der Kurhessischen Ständeversammlung von 1838 bis 1849 einen Sitz als Abgeordneter.
Er war verheiratet mit Catharina Elisabeth Stichl. Aus der Ehe gingen die Söhne Georg (1833–1885, Gutsbesitzer und Politiker) und Carl Werner (1835–1921, Gutsbesitzer und Abgeordneter) hervor.